# Magyar nyelvű irodalomtörténetek listája
Az alábbi lista megpróbálja összegyűjteni a jelenleg magyar nyelven létező összefoglaló irodalomtörténeti műveket. Irodalomtörténet alatt a szócikk elsősorban – és főként az újkortól – a szépirodalmat érti. Az egyéb (tudományos, filozófiai, teológiai) irodalomról általános kézikönyv nincs magyar nyelven. A magyar egyéb irodalomról a 17. századig a nagyobb általános irodalomtörténetek, a 18. században Kosáry Domokos Művelődés a XVIII. századi Magyarországon (Akadémiai Kiadó, Budapest, 1980), a 19. században Márki József Szak- és betürendes kalauz az összes magyar irodalom története- s könyvészetében (Pest, 1878), a 20. században a Magyarország a XX. században I-V. (Babits Kiadó, Szekszárd, 2000) című művekben lehet tájékozódni az általános bibliográfiai összeállításokon kívül (utóbbit ld. a megjelölt szócikk végén).

## Általános irodalomtörténetek

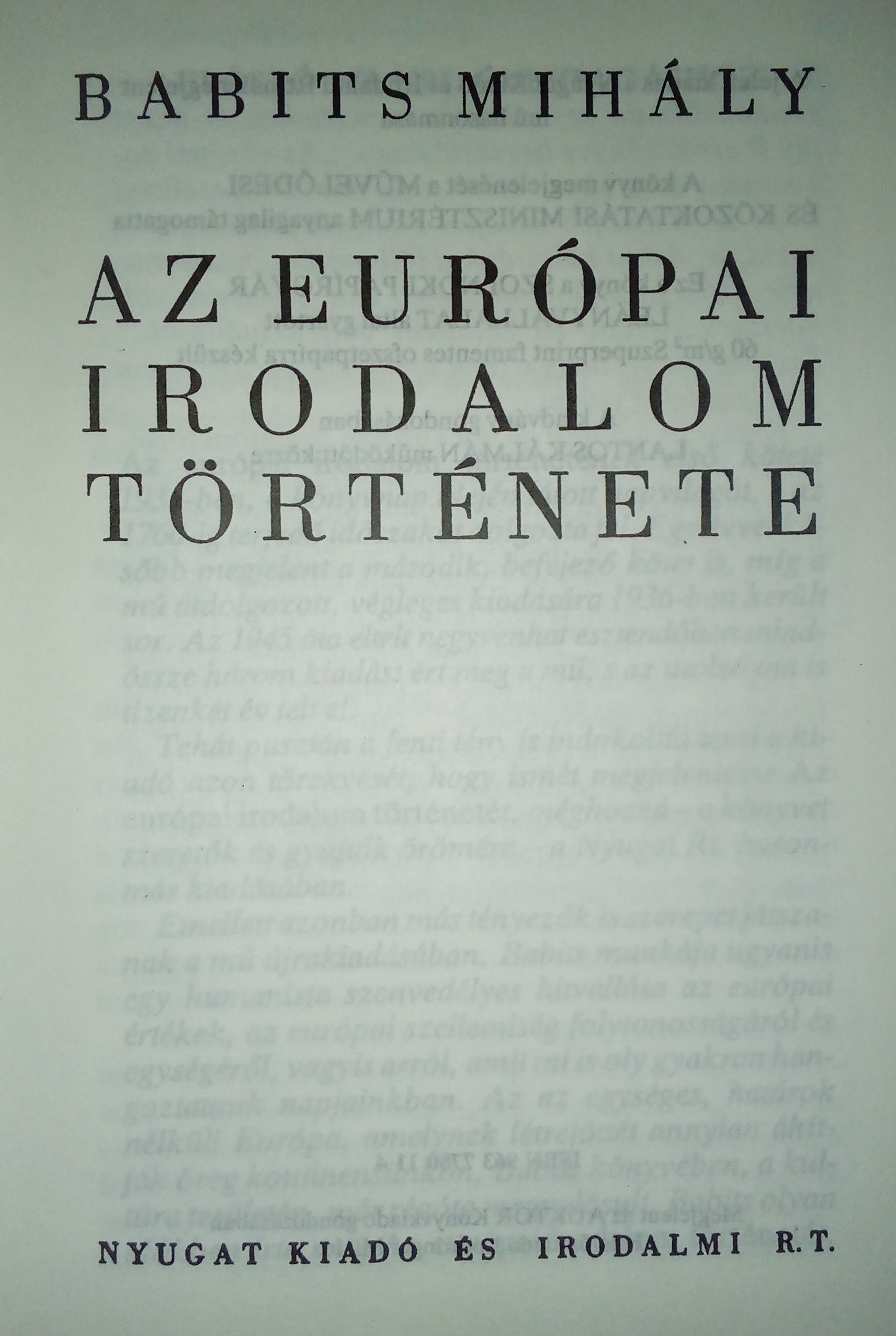
Babits Mihály: Az európai irodalom története (reprint kiadás)

Magyar nyelven viszonylag kevés nagyobb általános irodalomtörténet létezik:
- Erdélyi János: Egyetemes irodalomtörténet I–II., Ráth Mór kiadása, Budapest, 1868, 192 p
- Scherr János: A világirodalom története I–III., Benkő Gyula Kiadása, Budapest, 1885 (I.) és 1891 (II., III.)
- (szerk.) Heinrich Gusztáv: Egyetemes irodalomtörténet I–IV., Franklin-Társulat Magyar Irod. Intézet és Könyvnyomda, Budapest, 1903–1911 (mindmáig a legrészletesebb általános irodalomtörténeti mű)
- Paul Wiegler: A világirodalom története I–II., Révai Testvérek Irodalmi Intézet Rt., Budapest, é. n. [1921], 576 p
- Babits Mihály: Az európai irodalom története, Nyugat Kiadó és Irodalmi Rt., Budapest, é. n. [1934 és 1935], 728 p (később több kiadásban újra kiadva; reprint kiadása: Auktor Könyvkiadó, Budapest, 1993, ISBN 963-7780-23-8)
- Szerb Antal: A világirodalom története I–III., Révai Irodalmi Intézet, Budapest, 1947 (később több kiadásban újra kiadva)
- I. M. Tronszkij: Az antik irodalom története. Egyetemi tankönyv, Tankönyvkiadó Vállalat, Budapest, 1953
- Antal László – Miklós Pál – Hajdú Péter: A kultúra világa: Világirodalom – Filozófia, Közgazdasági és Jogi Könyvkiadó, Budapest, 1964, 914 p
- Kristó Nagy István: A világirodalom története I–II., WorldWide Reklámügynökség Kft., ISBN 963-873-005-6, é. n.. [1993]
- Pál József: Világirodalom, Akadémiai Kiadó, Budapest, 2008, ISBN 9789630585965, 1018 p

## Egyes műfajok általános irodalomtörténete
- Tarbay Ede: Gyermekirodalomra vezérlő kalauz. A gyermek- és ifjúsági irodalom történetének iránytűje, Szent István Társulat, Budapest, 1999, ISBN 963-361-079-6, 336 p

## Sorozatok

### Az Athenaeum Kézikönyvtára-sorozat
- A. Bartoli – J. A. Symonds: Az olasz nép és irodalom története, Athenaeum Irodalmi és Nyomdai R. T., Budapest, 1892, 156 p
- R. C. Jebb: A görög irodalom története, Athenaeum Irodalmi és Nyomdai R. T., Budapest, 1894, 170 p
- Kardos Albert: A magyar szépirodalom története – A legrégibb időktől Kisfaludy Károlyig, Athenaeum Irodalmi és Nyomdai R. T., Budapest, 1892, 203 p
- Saintsbury G.: A franczia irodalom története, Athenaeum Irodalmi és Nyomdai R. T., Budapest, 1897, 111 p
- James Sime: A német irodalom története, Athenaeum Irodalmi és Nyomdai R. T., Budapest, 1900, 88 p
- Wilkins A. S.: A római irodalom története, Athenaeum Irodalmi és Nyomdai R. T., Budapest, 1896, 103 p

### Stampfel-féleTudományos Zsebkönyvtár-sorozat

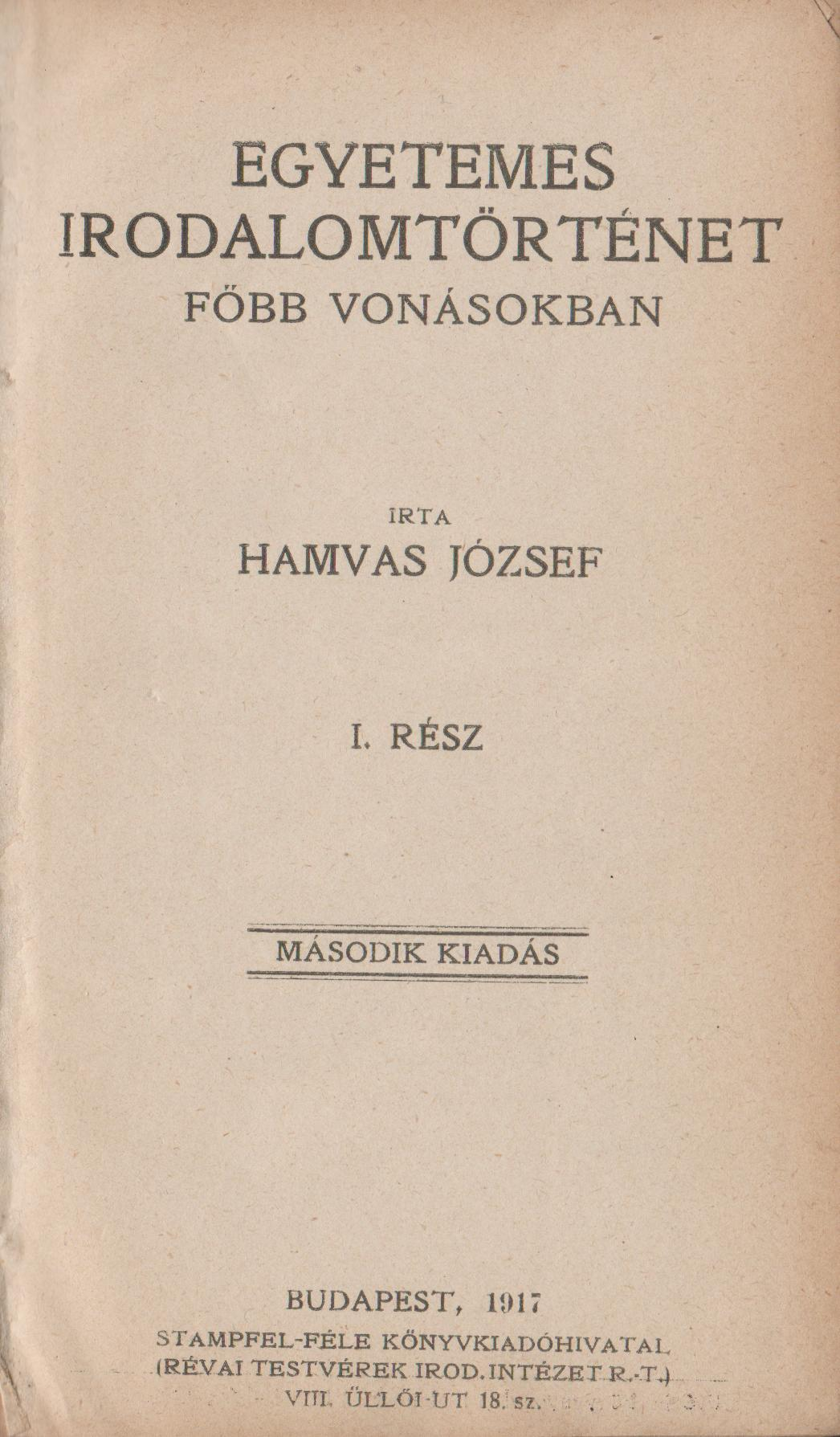
Hamvas József: Az egyetemes irodalomtörténet áttekintése I.

- Hamvas József: Az egyetemes irodalomtörténet áttekintése I–III., Stampfel-féle Könyvkiadóhivatal, Budapest, 1899–1900
- Albrecht János: A német irodalom rövid vázlata – A legrégibb időktől a jelen korig, Stampfel-féle Könyvkiadóhivatal, Budapest, 1908, 79 p
- Márton Jenő: A görög irodalom története, Stampfel-féle Könyvkiadóhivatal, Budapest, 1900, 85 p
- Márton Jenő: A római nemzeti irodalom története, Stampfel-féle Könyvkiadóhivatal, Budapest, 1899, 72 p
- Gaál Mózes: A magyar irodalom története főbb vonásokban, Stampfel-féle Könyvkiadóhivatal, Budapest, 1905, 76 p

### ASzent István Társulat magyar irodalomtörténete
Csonka sorozat, csak két kötete jelent meg:
- Alszeghy Zsolt: A tizenhetedik század, Budapest, Szent István Társulat, 1935
- Brisits Frigyes: A 19. század első fele, Budapest, 1939

### Szent István Könyvek-sorozat
- Bán Aladár: A finn nemzeti irodalom története, Szent István Társulat, Budapest, 1926, 160 p
- Bánhegyi Jób: A magyar irodalom története I. – A legrégibb időktől Kisfaludy Károlyig, Szent István Társulat, Budapest, 1929, 228 p
- Bánhegyi Jób: A magyar irodalom története II. – Kisfaludy Károlytól napjainkig, Szent István Társulat, Budapest, 1930, 311 p
- Birkás Géza: A francia irodalom története – A legrégibb időktől napjainkig, Szent István Társulat, Budapest, 1927, 314 p
- Kőrösi Albin: A spanyol irodalom története, Szent István Társulat, Budapest, 1930, 452 p
- Motz Aladár: A német irodalom története, Szent István Társulat, Budapest, 1925, 290 p
- Nagysolymosi József: A lengyel irodalom, Szent István Társulat, Budapest, 1934, 120 p
- Szémán István: Az újabb orosz irodalom – A régibb irodalom történetének vázlatával, Szent István Társulat, Budapest, 1926, 211 p

### Kultúra és Tudomány-sorozat
- Benedek Marcell: A modern világirodalom 1800–1920, Franklin-Társulat Magyar Irod. Intézet és Könyvnyomda, Budapest, 1920, 328 p
- Reményi József: Amerikai írók, Franklin-Társulat Magyar Irod. Intézet és Könyvnyomda, Budapest, é. n. [1920-as évek], 191 p
- G. L. Strachey: A francia irodalom főirányai (ford. Schöpflin Aladár), Franklin-Társulat Magyar Irod. Intézet és Könyvnyomda, Budapest, 1914, 168 p
- Voinovich Géza: Az angol irodalom története, Franklin-Társulat Magyar Irod. Intézet és Könyvnyomda, Budapest, é. n. [1926], 244 p

### A Magyar Szemle Kincsestára-sorozat
- Győry János: A francia irodalom kis tükre, Magyar Szemle Társaság, Budapest, 1938, 80 p
- Fábián István: A magyar irodalom kis tükre, Magyar Szemle Társaság, Budapest, 1941, 80 p
- Pukánszky Béla: A német irodalom kis tükre, Magyar Szemle Társaság, Budapest, 1930, 79 p
- Szerb Antal: Az angol irodalom kis tükre, Magyar Szemle Társaság, Budapest, 1929, 78 p (reprint kiadás: Bibliotéka Könyvkiadó, Budapest, 1990, ISBN 963-779-502-2)
- Várady Imre: Az olasz irodalom kis tükre, Magyar Szemle Társaság, Budapest, 1931, 80 p

## Magyar irodalomtörténetek

### Általános magyar irodalomtörténetek

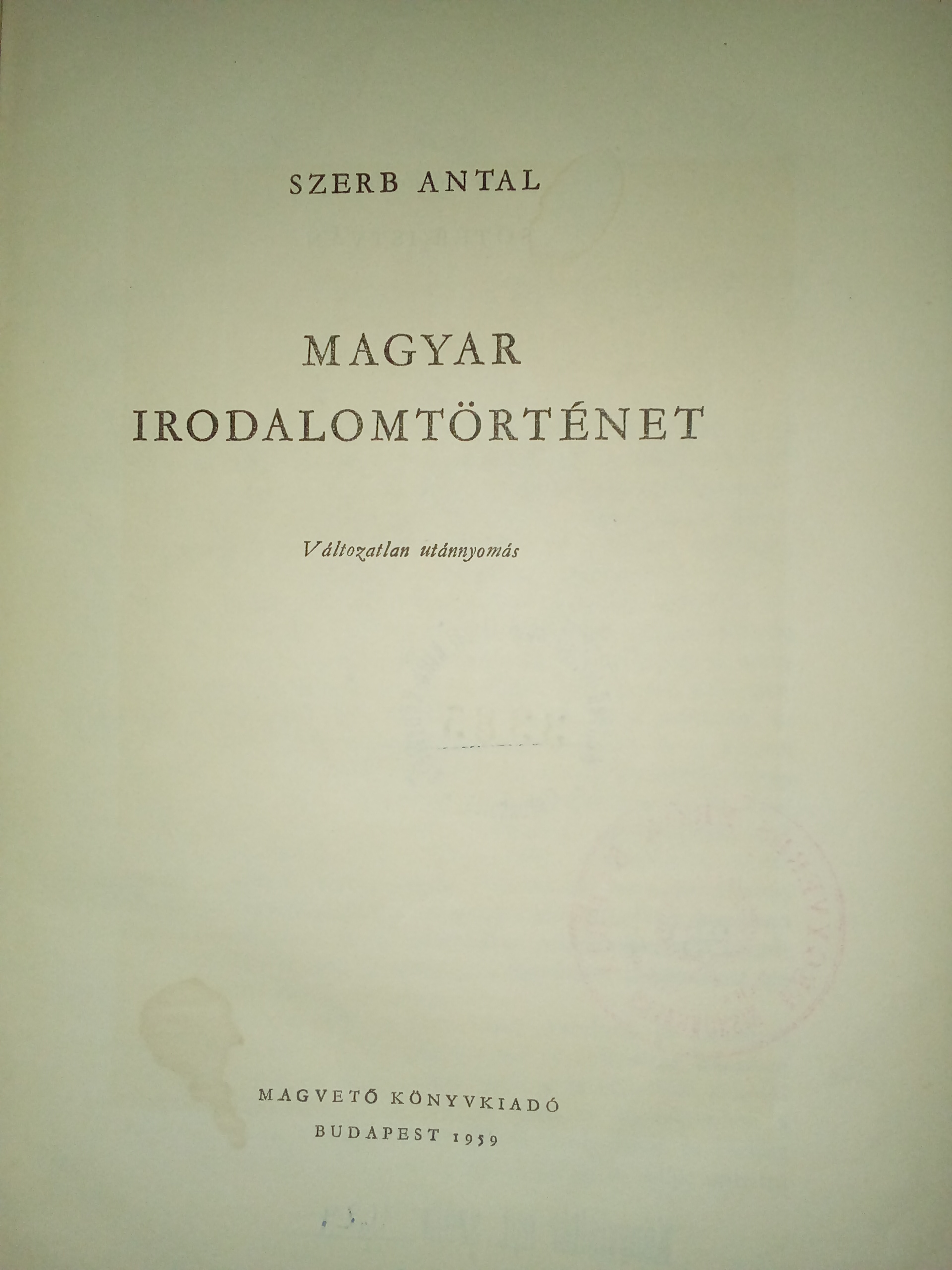
Szerb Antal: Magyar irodalomtörténet (1959-es kiadás)

- Pápay Sámuel: A magyar literatura esmérete két részben, Veszprém, 1808
- Toldy Ferenc: A magyar nemzeti irodalom története, Pest, 1851 (új – de nem reprint – kiadása: Szépirodalmi Könyvkiadó, 1987, ISBN 9631534944, 246 p, 1872/1873-as kiadásának elektronikus elérése: http://real-eod.mtak.hu/1725/)
- Toldy Ferenc: A magyar nemzeti irodalom története – a legrégibb időktől a jelen korig, Pest, 1864–1865 (új – de nem reprint – kiadása: Szépirodalmi Könyvkiadó, 1987, ISBN 9631534944, 510 p)
- Toldy Ferenc: A magyar költészet története – Az ősidőktől Kisfaludy Sándorig, Pest, 1867 (új – de nem reprint – kiadása: Szépirodalmi Könyvkiadó, 1987)
- Beöthy Zsolt: A magyar nemzeti irodalom történeti ismertetése, I–II. kötet, Budapest, 1877–1879 (elektronikus elérés: http://mek.oszk.hu/09500/09504/#)
- Bodnár Zsigmond: A magyar irodalom története I–III., Budapest, 1891–1893 (a második kötet elektronikus elérése: http://mek.oszk.hu/06500/06589/index.phtml)
- (szerk. Beöthy Zsolt – Badics Ferenc): A magyar irodalom története, I–II. kötet, Athenaeum Irodalmi és Nyomdai R.-Társulat, Budapest, 1893–1895 (elektronikus elérés: http://mek.oszk.hu/09500/09505/#, reprint kiadás: Babits Kiadó, Szekszárd, 2006, ISBN 9639556319)
- Horváth Cyrill: A magyar irodalom története: 1. A régi magyar irodalom története (több kötet nem jelent meg belőle), Athenaeum Irod. és Nyomdai R. Társulat, Budapest, 1899, 755 p (elektronikus elérés: http://mek.oszk.hu/07200/07257/)
- Bartha József: A magyar nemzeti irodalom története, Szent István Társulat, Budapest, 1899
- Váczy János: A magyar irodalom története, Budapest, 1902
- Pap Károly: Arany János magyar irodalomtörténete, Franklin-Társulat Magyar Irod. Intézet és Könyvnyomda, Budapest, 1911
- Ferenczi Zoltán: A magyar irodalom története 1900-ig (A Műveltség Könyvtára-sorozat részeként), Athenaeum Irod. és Nyomdai Rt., 1913, 682 p (elektronikus elérés: http://real-eod.mtak.hu/1219/)
- Szemák István: A magyar ifjúsági irodalom története, Budapest, 1924
- Borbély István: A magyar irodalom története I–II., Kolozsvár, 1924–1925
- Négyesy László: A magyar irodalom és költészet fejlődése, Budapest, 1926
- Pintér Jenő: Magyar irodalomtörténete – képes kiadás, I–II. kötet, Budapest, Franklin-Társulat kiadása, 1928
  - új kiadása: Black & White Kiadó (Nyíregyháza), 2001, ISBN 963-933-092-2 és ISBN 963-9330-95-7;
  - egy kötetbe összevont reprint kiadása: Anno Kiadó, Budapest, é. n. [2000 körül], ISBN 963-9066-36-2, 719 p;
  - két kötetes reprint kiadása: Anno Kiadó, Budapest, é. n. [2000 körül], ISBN 963-9066-36-2, 389 + 330 p)
- Kállay Miklós: A magyar irodalom története, Budapest, 1929
- Bánhegyi Jób: A magyar irodalom története I–II., Szent István Társulat, Budapest, 1929–1930 (Szent István Könyvek)
- Pintér Jenő: A magyar irodalom története: tudományos rendszerezés, I–VIII. kötet, Budapest, 1930–1941. (elektronikus elérés: http://mek.oszk.hu/15300/15384/index.phtml)
- Huszty Mihály: Kis magyar irodalomtörténet, Budapest, é. n. [1930-as évek?]
- Farkas Gyula: A magyar irodalom története, Káldor Könyvkiadóvállalat, Budapest, 1934
- Pap Károly: Horvát István magyar irodalomtörténete, Budapest, 1934
- Szerb Antal: Magyar irodalomtörténet, I–II. kötet, Erdélyi Szépmíves Céh, Kolozsvár, 1934 (elektronikus elérés: http://mek.oszk.hu/14800/14871/index.phtml, később több kiadásban újra megjelent)
- Klaniczay Sándor: Mit kell tudni a magyar irodalomtörténetből? Összefoglaló kézikönyv a közép- és főiskolai tanulóifjúság és a nagyközönség számára , Kókai Lajos kiadása, Budapest, 1941
- Hankiss János: Európa és a magyar irodalom a honfoglalástól a kiegyezésig, Budapest, 1943
- Kozocsa Sándor: Kis magyar irodalomtörténet, Pintér Jenőné kiadása, Budapest, 1944
- (szerk.) Sőtér István: A magyar irodalom története, I–VI. kötet, Akadémiai Kiadó, Budapest, 1964–1966 (elektronikus elérés: http://mek.oszk.hu/02200/02228/index.phtml, folytatása: http://mek.oszk.hu/02200/02227/index.phtml)[1]
- Nemeskürty István: A magyar irodalom története 1000–1945, I–II. kötet, Akadémiai Kiadó, Budapest, 1993, ISBN 963-05-6568-4 (elektronikus elérés: http://mek.oszk.hu/08600/08687/index.phtml)
- (főszerk.) Szegedy-Maszák Mihály: A magyar irodalom történetei. Gondolat, Budapest, 2007, ISBN 978 963 693 006 6 (elektronikus elérés: https://regi.tankonyvtar.hu/hu/tartalom/tamop425/2011_0001_542_03_A_magyar_irodalom_tortenetei_1/ch01.html Archiválva 2020. július 13-i dátummal a Wayback Machine-ben)
- Gintli Tibor: Magyar irodalom, Akadémiai Kiadó, Budapest, 2011, ISBN 9789630589499, 1096 p
- (szerk.) Horváth Iván, Bartók Zsófia Ágnes, Balázs Mihály, Margócsy István: Magyar irodalomtörténet. Gépeskönyv, Budapest, 2020, ISBN 978-963-87426-2-9 (kizárólag elektronikusan érhető el: https://f-book.com/mi)

### Egyes korszakok magyar irodalomtörténete
- Szinnyei József: Irodalmunk története 1711–1772-ig, Budapest, 1876
- Gyulai Pál: A magyar irodalom története 1830–1848-ig, Gyulai Pál egyetemi előadásai után jegyzi Közményi Ferenc, Budapest, 1879
- Gyulai Pál: A XVIII. század magyar prózaírói, Gyulai Pál egyetemi előadásai nyomán kiad. Nagy Sándor, Budapest, 1880
- Gyulai Pál: A magyar irodalom története 1807-től 1848-ig; Gyulai Pál előadásai után, Budapest, 1881
- Horváth Cirill József: A régi magyar irodalom története, Budapest, 1899
- Bartha József: A magyar nemzeti irodalom története; írta és olvasókönyvvel ellátta Bartha József, Szent István Társulat, Budapest, 1899
- Gyulai Pál: A XVII. század magyar epikusai, Gyulai Pál előadásai alapján kiadta Lehr Andor; Blum kőny., Budapest, 1899
- Gyulai Pál: A magyar irodalom története 1526-ig és 1526–1606-ig, I–II., Gyulai Pál előadása után jegyezte Boromisza Jenő, Budapest, 1901
- Riedl Frigyes: A régi magyar irodalom története, Budapest, 1906
- Riedl Frigyes: A magyar irodalom története a XVI. században, Budapest, 1907
- Riedl Frigyes: A magyar irodalom története a XVII. században, Budapest, 1907
- Riedl Frigyes: A magyar irodalom története Zrínyi halálától Bessenyey felléptéig, Budapest, 1908
- Pintér Jenő: A magyar irodalom története a legrégibb időktől Bessenyei György fellépéséig, I–II. kötet, Budapest, Rényi Károly kiadása, 1909
- Prónai Antal: A magyar irodalom története I–II., Budapest, 1910–1911
- Pintér Jenő: A magyar irodalom története: Bessenyei György fellépésétől Kazinczy Ferenc haláláig 1772–1831, I–II. kötet, Budapest, A szerző kiadása, 1913
- Benedek Marcell: A modern magyar irodalom, Béta Irodalmi Részvénytársaság, Budapest, é. n. [1920-as évek]
- Horváth János: Aranytól Adyig, Budapest, 1921
- Király György: A magyar ősköltészet, Budapest, 1921
- Alszeghy Zsolt: A XIX. század magyar irodalma, Budapest, Szent István Társulat, 1923
- Bartha József: Két nemzedék irodalma 1875–1925, Budapest, 1926
- Juhász Géza: Bevezetés az új magyar irodalomba (1900–1928), Csáthy Ferenc Egyetemi Könyvkereskedés és Irodalmi Vállalat R.-T. kiadása, Budapest–Debrecen, 1928
- Kokas Endre: Az 1880-as évek irodalmi élete, Pannonhalma, 1930
- Farkas Gyula: A «fiatal Magyarország» kora, Budapest, 1932
- Horváth János: A magyar irodalmi műveltség kezdetei Szent Istvántól Mohácsig, Budapest, 1931, 1944 (reprint kiadás: 1988)
- Péczely Ödön: Elvek és irányok az 1890-es évek irodalmában, Budapest, 1932
- Farkas Gyula: A magyar romantika. Fejezet a magyar irodalmi fejlődés történetéből, Budapest, 1934
- Horváth János: A magyar irodalmi műveltség megoszlása. Magyar humanizmus, Budapest, 1935, 1944 (reprint kiadás: 1988)
- Alszeghy Zsolt: A XVII. század magyar lírai költészete, Budapest, 1935
- Féja Géza: A régi magyarság. A magyar irodalom története a legrégibb időktől 1772-ig, Tátra, Bratislava-Pozsony, 1937
- Schöpflin Aladár: A magyar irodalom története a XX. században, Budapest, 1937
- Galamb Sándor: A magyar dráma története 1867-től 1896-ig I–II., Budapest, 1937–1944
- Farkas Gyula: Az asszimiláció kora a magyar irodalomban 1867–1914, Budapest, 1938
- Bartha József: Az új magyar irodalom kistükre 1896–1936, Budapest, 1938
- Kardos Tibor: Középkori kultúra, középkori költészet: A magyar irodalom keletkezése. Budapest, Magyar Történelmi Társulat, 1941
- Várkonyi Nándor: A modern magyar irodalom, Danubia Könyvkiadó, Pécs, é. n. [1929]
- Várkonyi Nándor: Az újabb magyar irodalom 1880–1940, Szukits Kiadás, Budapest, 1942
- Féja Géza: A felvilágosodástól a sötétedésig. A magyar irodalom története 1772-től 1867-ig, Magyar Élet, Budapest, 1942
- Féja Géza: Nagy vállalkozások kora magyar irodalom története 1867-től napjainkig, Magyar Élet, Budapest, 1943
- Galamb Sándor: A magyar drámairodalom története, Magyar Színészek Szabad Szakszervezete, Budapest, 1947
- Rónay György: Petőfi és Ady között, Magvető Könyvkiadó, Budapest, 1958
- Rohonyi Zoltán: A magyar romantika kezdetei, Kriterion Könyvkiadó, Bukarest, 1975
- Pomogáts Béla: Az újabb magyar irodalom 1945-1981, Gondolat, Budapest, 1982
- Bertha Zoltán – Görömbei András: A hetvenes évek romániai magyar irodalma, Tudományos Ismeretterjesztő Társulat Budapesti Szervezete, Budapest, 1984, ISBN 963-411-837-2
- Béládi Miklós – Pomogáts Béla – Rónay László: A nyugati magyar irodalom 1945 után, Gondolat, Budapest, 1986
- Grendel Lajos: A modern magyar irodalom története – Magyar líra és epika a 20. században, Kalligram Könyv- és Lapkiadó Kft., Pozsony, 2010, ISBN 978-80-8101-319-5
- Takaró Mihály: Kárpát-medencei magyar irodalom 1920-tól az ezredfordulóig, Mery Ratio Kiadó, Somorja (Szlovákia), 2017, ISBN 9788081600548

### Egyes irodalmi ágak általános magyar irodalomtörténete
- Toldy Ferenc: A magyar költészet kézikönyve a mohácsi vésztől a jelenkorig, vagyis az utóbbi negyedfél század kitünőbb költői életrajzokban és jellemző mutatványokban feltüntetve I–V., Budapest, 1876
- Szinnyei József: A magyar irodalomtörténet-írás ismertetése, Budapest, 1877
- Balogh Ferenc: A magyar protestans egyháztörténet irodalma, Debrecen, 1879
- Négyesy László: A magyar verselmélet kritikai története, Budapest, 1888
- Négyesy László: A mértékes magyar verselés története, Budapest, 1892
- Szabó Ernő: A történeti vígjáték a magyar irodalomban, Budapest, 1894
- Mihalovics Ede: A katholikus predikáczió története Magyarországon I–II., Budapest, 1900–1901
- Kudora János: A magyar katolikus egyházi beszéd irodalmánának ezeréves története. Budapest, 1902
- Melich János: A magyar szótárirodalom, Budapest, 1907
- Sebestyén Károly: Dramaturgia. A drámai műfajok története és elmélete, Budapest, 1919
- Tompos József: A Magyar ballada története, Kolozsvár, 1909
- Kreszta Riza: A magyar verses legenda története, Kolozsvár, 1912
- Kun Béla: Az egyházjogtudomány irodalmának története, ?, 1919
- Császár Elemér: A magyar regény története, Budapest, 1922
- Szemák István: A magyar ifjusági irodalom története, Budapest, 1924
- Dézsi Lajos: Magyar történeti tárgyú szépirodalom, Budapest, 1927
- Szerb Antal: A magyar újromantikus dráma, Budapest, 1927
- Mitrovics Gyula: A magyar esztétikai irodalom története, Debrecen – Budapest, 1928
- Riedl Frigyes: Riedl Frigyes középiskolai tanítása a magyar regény történetéről, Budapest, 1928
- Demény Mária: Az újabb magyar népszínmű története, Budapest, 1929
- Tóth Dénes: A magyar népszínmű zenei kialakulása, Budapest, 1930
- Péntek Irma: A történeti vígjáték a magyar irodalomban, Karcag, 1931
- Kozma Magdolna: A magyar történeti vígjáték, Budapest, 1931
- Dénes Clarissa: A rajz kialakulása irodalmunkban, Budapest, 1933
- Gombos Andor: A magyar népszínmű története, Budapest, 1933
- Ember Ernő: A magyar népszínmű története Tóth Ede fellépésétől a XIX. század végéig, Budapest, 1934
- Lukács Gáspár: A magyar társadalmi dráma fejlődése, Budapest, 1934
- Szász Károly: A magyar dráma története, Budapest, 1939
- Riedl Frigyes: A magyar dráma története I–II., Budapest, 1939–1940
- Farkas Gyula: A magyar szellem felszabadulása. Irodalomtörténetírásunk fejlődésrajza, Budapest, 1944
- Pogány Péter: A magyar ponyva tüköre, Magyar Helikon, Budapest, 1978, ISBN 963-207-179-4, 411 p
- May István: A magyar heroikus regény története, Akadémiai Kiadó, Budapest, 1985, ISBN 963-05-3827-x, 112 p
- Illés György: A magyar ifjúsági irodalom kézikönyve, Dekameron Kiadó, Budapest, 2014, ISBN 9786155072109, 226 p
- Ember Nándor: A magyar oktató mese története 1786-tól 1807-ig, Hermit Könyvkiadó Bt., Budapest, 2018, ISBN 9786155797040, 36 p

### Egyes irodalmi ágak egyes korszakainak magyar irodalomtörténete
- Cserhalmi Irén: A francia romanticizmus korszaka a magyar drámairodalom történetéből, Budapest, 1893
- Bayer József: A magyar drámairodalom története 1867-ig, Budapest, 1897
- Vértesy Jenő: A magyar romantikus dráma (1837–1850), Budapest, 1913
- Kacziány Géza: A magyar memoireirodalom 1848-tól 1914-ig, Budapest, 1917
- Császár Elemér: A magyar irodalmi kritika története a szabadságharcig, Budapest, 1925
- Szinnyei Ferenc: Novella- és regényirodalmunk a szabadságharcig I–II., Budapest, 1925–1926
- Császár Elemér: A XIX. század nagy magyar költői, Budapest, 1929
- Császár Elemér: A magyar dráma története Kisfaludy Károlytól a szabadságharcig, Budapest, 1929
- Szinnyei Ferenc: Novella- és regényirodalmunk az abszolutizmus korának elején, Budapest, 1929
- Vértesy Miklós: A magyar dráma 1867–1871, Budapest, 1932
- Dombi Béla: A drámaírás kísérletei Magyarországon a XVI–XVII. században, "Dunántúl" Pécsi Egyetemi Könyvkiadó és Nyomda, Pécs, 1932
- Szondy György: A magyar ifjúsági irodalom gyermekkora 1669–1848, Kecskemét, 1933
- Drescher Pál: Régi magyar gyermekkönyvek. 1538–1875, Magyar Bibliophil Társaság, Budapest, 1934 ( → reprint kiadás: Állami Könyvterjesztő Vállalat, Budapest, 1986, ISBN 963-292-012-0)
- Gajtkó István: A XVII. század katolikus imádságirodalma, "Élet" Irodalmi és Nyomda Részvénytársaság, Budapest 1936,
- Lakatos Gizella: A magyar elégia fejlődése és művelői a kiegyezéstől a világháborúig (1867–1914), Hajdúszoboszló, 1937
- Gulyás István: A XVII. század katolikus aszkétikus irodalma, "Élet" Irodalmi és Nyomda Részvénytársaság, Budapest, 1939
- Szinnyei Ferenc: Novella- és regényirodalmunk a Bach-korszakban, Budapest, 1939
- Takács Ince: Magyar ferences aszketikus élet és aszketikus kiadványok különös tekintettel a 17. és 18. századra, Magánkiadás, Budapest, 1942
- Gáldi László: A magyar szótárirodalom a felvilágosodás korában és a reformkorban, Akadémiai Kiadó, Budapest, 1957
- Wéber Antal: A magyar regény kezdetei. Fejezetek a magyar regény történetéből, Budapest, 1959
- Komlós Aladár: A magyar költészet Petőfitől Adyig, Budapest, 1959
- Komlós Aladár: Gyulaitól a marxista kritikáig. A magyar irodalmi kritika hét évtizede, Budapest, 1966
- Solt Andor: Dramaturgiai irodalmunk kezdetei 1772–1826, Budapest, 1970
- Imre István: Régi magyar és magyar vonatkozású gyermekkönyvek 1711–1861, Tatabánya, 1977
- Fioláné Komáromi Gabriella: A hetvenes évek ifjúsági regényei, Tankönyvkiadó Vállalat, Budapest, 1981, ISBN 963-17-5726-9, 207 p
- Komáromi Gabriella: Elfelejtett irodalom. Fejezetek XX. századi ifjúsági prózánk történetéből 1900–1944, Móra Ferenc Könyvkiadó, Budapest, 1990, ISBN 9631166236
- Grób László: A magyar detektívregény fénykora, 1930–1948, ATTRAKTOR Könyvkiadó Kft., Gödöllő, 2015, ISBN 9786155257902, 142 p

### Határon túli magyar irodalom története
- Kristóf György: Az erdélyi magyar irodalom múltja és jövője. Kolozsvár, 1924

## Egyes irodalomtörténetek
Az alábbi lista az egyes népek irodalomtörténeteit gyűjti össze. (A fentebbi sorozatokban megjelent művek is szerepelnek benne.)

### Európai népek irodalomtörténetei

#### Görög irodalom
Ókori görög irodalom

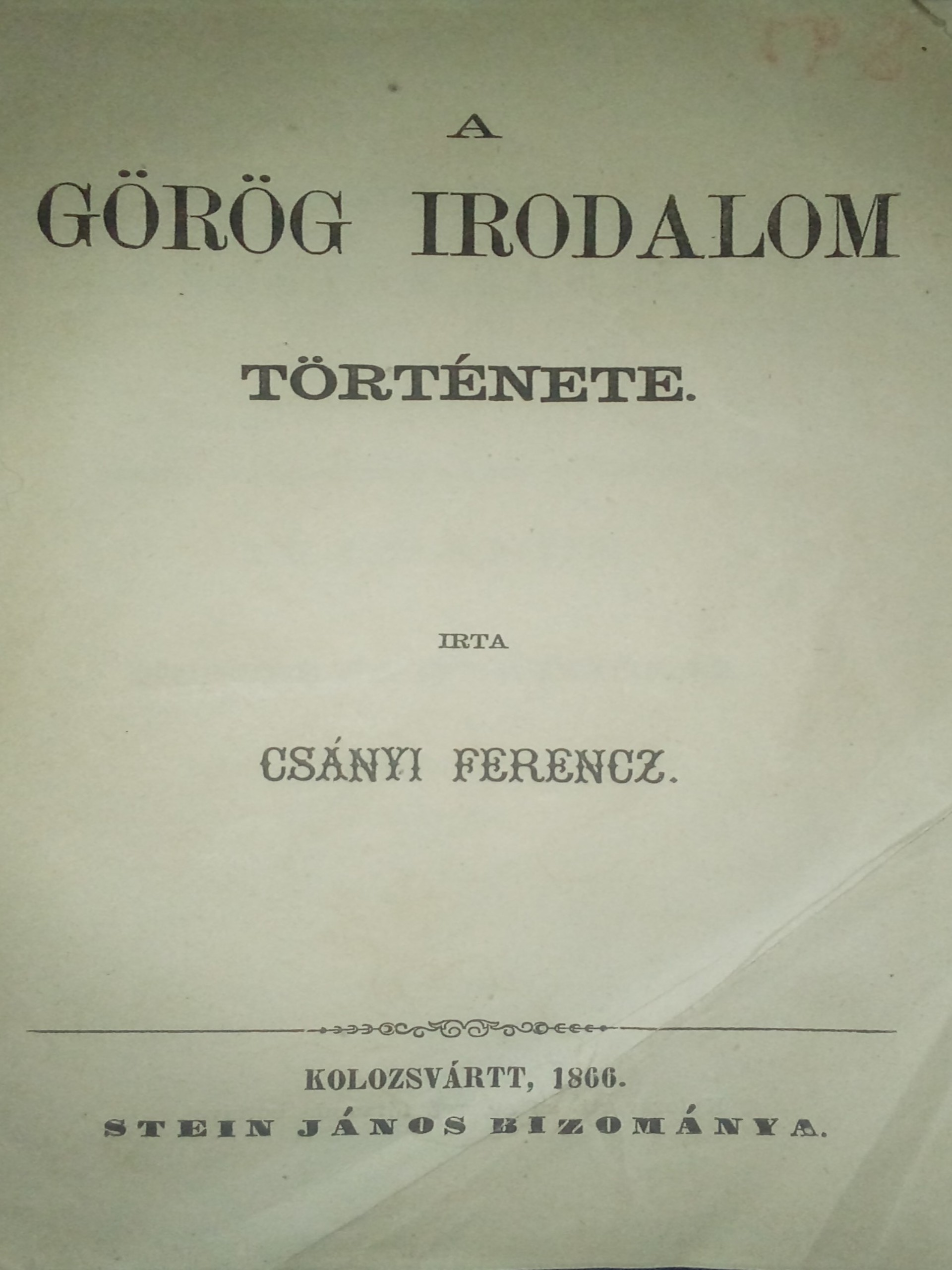
Csányi Ferenc: A görög irodalom története (1866)

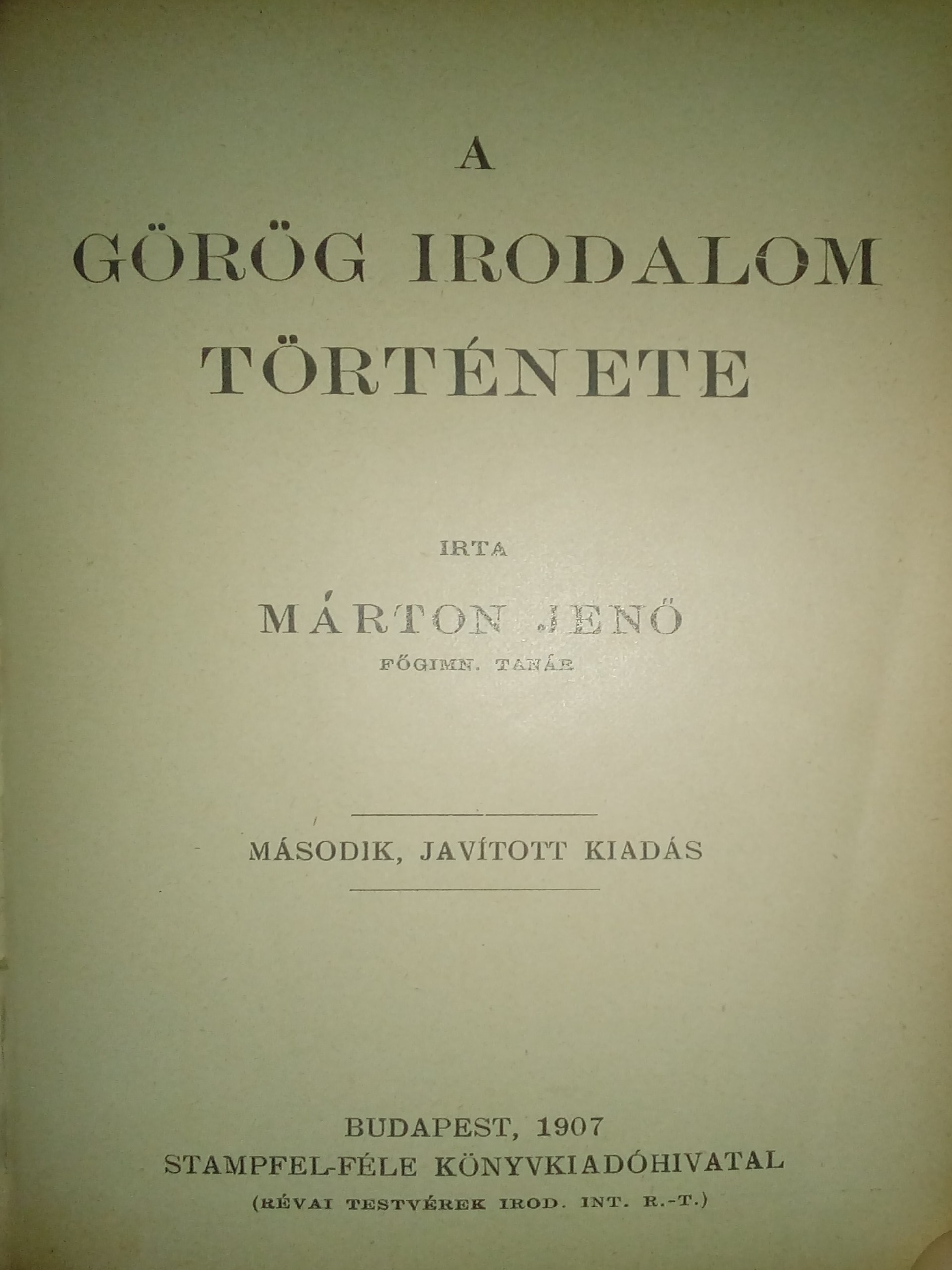
Márton Jenő: A görög irodalom története (1907)

- Müller K. O. – J. V. Donaldson: A régi görög irodalom története I–II. (ford. Récsi Emil), Emich Gusztáv kiadása, Pest, 1861 és 1864, 445 + 364 p (→ a II. kötet elektronikus elérhetősége)
- Csányi Ferenc: A görög irodalom története, Stein János bizománya, Kolozsvár, 1866, 172 p
- Köpesdy Sándor: A görög irodalom története, Heckenast Gusztáv kiadása, 1873, 145 p
- R. C. Jebb: A görög irodalom története, Athenaeum Irodalmi és Nyomdai R. T., Budapest, 1894, 170 p
- Márton Jenő: A görög irodalom története, Stampfel-féle Könyvkiadóhivatal, Budapest, 1900, 85 p
- Schill Salamon: A régi görög irodalom története, Franklin-Társulat Magyar Irod. Intézet és Könyvnyomda, Budapest, 1903, 210 p
- Wagner József: Görög régiségek és a görög irodalomtörténet vázlata – A tanulóifjuság használatára (ford. Dr. Horváth Balázs), Lampel R. Könyvkereskedése (Wodianer F. és fiai) Részvénytársaság, Budapest, 1906, 196 p
- Falus Róbert: Az ókori görög irodalom története I–II., Gondolat Kiadó, Budapest, 1964, 481 + 349 p
- Szepessy Tibor – Kapitánffy István: Az ókori görög irodalom – Vázlatos áttekintés (egységes jegyzet, kézirat), Nemzeti Tankönyvkiadó, Budapest, 1992, 265 p
- (szerk.) Szepessy Tibor – Kapitánffy István: Bevezetés az ógörög irodalom történetébe, ELTE Eötvös József Kollégium, Budapest, 2013, ISBN 978-615-5371-08-0, 276 p (elektronikus elérés: http://honlap.eotvos.elte.hu/wp-content/uploads/2016/02/Bevezetes_az_ogorog_irodalom_tortenetebe_beliv.pdf)

Ókeresztény görög irodalom
- Károly János: Az őskeresztény irodalom monographiája I–II., Budapest, 1888 (I.) és 1890 (II.)
- Zubriczky Aladár: Ó-keresztény irodalom- és dogmatörténet, 1906
- Altaner Bertold: Ókeresztény irodalomtörténet (Patrologia), Szent István Társulat, Budapest, 1947, 304 p
- Vanyó László: Az ókeresztény egyház és irodalma, Szent István Társulat, Budapest, 1988, ISBN 963-360-355-2, 1079 p
- Pavic, Juraj – Tensek, Tomislav Zdenko: Patrológia, Agapé Kiadó, Budapest, 1997, ISBN 8646300854, 292 p

Középkori- és újkori görög irodalom
- Kapitánffy István – Caruha Vangelió – Szabó Kálmán: A bizánci és az újgörög irodalom története, Gondolat Könyvkiadó, Budapest, 1989, ISBN 963-282-093-2, 450 p

#### Latin irodalom
Ókori latin irodalom
- Szerelemhegyi Tivadar: A római nemzeti irodalom története – A gymnasiumok felsőbb osztályai számára Teuffel és Bender nyomán, Budapest, 1886
- Wilkins A. S.: A római irodalom története, Athenaeum Irodalmi és Nyomdai R. T., Budapest, 1896, 103 p
- (szerk.) Wagner József: Római régiségek és a római irodalomtörténet vázlata – A tanuló ifjuság használatára, Lampel Róbert (Wodianer F. és Fiai) R.T. Könyvkiadóvállalata, Budapest, 1898, 209 p
- Márton Jenő: A római nemzeti irodalom története, Stampfel-féle Könyvkiadóhivatal, Budapest, 1899, 72 p
- Occioni Onorato: A latin irodalom története (ford. Dr. Kiss Ernő), Franklin-Társulat Magyar Irod. Intézet és Könyvnyomda, Budapest, 1899, 412 p
- Sebestyén Károly: A római irodalom története, Lampel Róbert (Wodianer F. és Fiai) Cs. és Kir. könyvkereskedése, Budapest, 1902, 193 p
- Leffler Sámuel: Római irodalomtörténet – A középiskolák felsőbb osztályai számára és a művelt közönség használatára, Lampel Róbert (Wodianer F. és Fiai) Cs. és Kir. könyvkereskedése, Budapest, 1903, 232 p
- Pazár Béla: A római nemzeti irodalom rövid története, Franklin-Társulat Magyar Irod. Intézet és Könyvnyomda, Budapest, 1909, 123 p
- Falus Róbert: A római irodalom története, Gondolat Kiadó, 1970, 506 p
- Pierre Grimal: A latin irodalom története, Akadémiai Kiadó, 1992, ISBN 9630563312, 100 p
- Michael von Albrecht: A római irodalom története I.–II. (ford. Tar Ibolya). Budapest: Balassi Kiadó. 2003–2004.  ISBN 963 506 523 X  és ISBN 9635065744
- Adamik Tamás: Római irodalom: A kezdetektől a nyugatrómai birodalom bukásáig. Budapest: Pesti Kalligram Kft. 2009.  ISBN 9788081012266

Ókeresztény latin irodalom
- Károly János: Az őskeresztény irodalom monographiája I–II., Budapest, 1888 (I.) és 1890 (II.)
- Zubriczky Aladár: Ó-keresztény irodalom- és dogmatörténet, 1906
- Altaner Bertold: Ókeresztény irodalomtörténet (Patrologia), Szent István Társulat, Budapest, 1947, 304 p
- Vanyó László: Az ókeresztény egyház és irodalma, Szent István Társulat, Budapest, 1988, ISBN 963-360-355-2, 1079 p
- Pavic, Juraj – Tensek, Tomislav Zdenko: Patrológia, Agapé Kiadó, Budapest, 1997, ISBN 8646300854, 292 p

Középkori latin irodalom
- Adamik Tamás: Latin irodalom a kora középkorban: 6–8. század. Budapest: Kalligram. 2014.  ISBN 978-80-8101-821-3
- Adamik Tamás: Latin irodalom a Karoling-korban (8–9. század) – A keresztény Európa megerősödése, Pesti Kalligram Kft., 2017, ISBN 9789634680017, 485 p

#### Újlatin irodalmak
Olasz irodalom
- A. Bartoli – J. A. Symonds: Az olasz nép és irodalom története, Athenaeum Irodalmi és Nyomdai R. T., Budapest, 1892, 156 p
- Fenini Caesar: Az olasz irodalom rövid története, Franklin-Társulat Magyar Irod. Intézet és Könyvnyomda, Budapest, 1894, 171 p
- Radó Antal: Az olasz irodalom története I–II., Magyar Tudományos Akadémia kiadása, Budapest, 1896
- Várady Imre: Az olasz irodalom kis tükre, Magyar Szemle Társaság, Budapest, 1931, 80 p
- Villani Lajos: Olasz irodalom, Dr. Vajna És Bokor kiadása, Budapest, 1942, 182 p
- Madarász Imre: Az olasz irodalom története, Attraktor Kft., Máriabesnyő-Gödöllő, 2003, ISBN 9789632106304, 357 p

Spanyol irodalom
- Kőrösi Albin: A spanyol irodalom története, Szent István Társulat, Budapest, 1930, 452 p
- C. Alvar – J. Mainer – R. Navarro: A spanyol irodalom rövid története, Universitas, 2003, ISBN 9789631921991, 520 p

Portugál irodalom
- Pál Ferenc: Arcképek a portugál irodalomból – Dénes királytól Saramago-ig, Kráter irodalmi és művészeti műhely kiadása, h. n., 2015, ISBN 9789632981734, 196 p

Francia irodalom
- Nisard D.: A franczia irodalom története I–IV. (ford. Szász Károly), Magyar Tudományos Akadémia Könyvkiadó Hivatala, Budapest, 1878–1880 (elektronikus elérés: http://real-eod.mtak.hu/3040/)
- Saintsbury G.: A franczia irodalom története, Athenaeum Irodalmi és Nyomdai R. T., Budapest, 1897, 111 p
- Hegedűs Árpád: A francia irodalom története, Wellisch Béla kiadása, Szentgotthárd, é. n. [1910 körül], 96 p
- G. L. Strachey: A francia irodalom főirányai (ford. Schöpflin Aladár), Franklin-Társulat Magyar Irod. Intézet és Könyvnyomda, Budapest, 1914, 168 p
- Benedek Marcell: A francia irodalom, Athenaeum Irodalmi és Nyomdai R.-T., Budapest, é n. [1920-as évek], 363 p
- Birkás Géza: A francia irodalom története – A legrégibb időktől napjainkig, Szent István Társulat, Budapest, 1927, 314 p
- Győry János: A francia irodalom kis tükre, Magyar Szemle Társaság, Budapest, 1938, 80 p
- Dobossy László: A francia irodalom története I–II., Gondolat Könyvkiadó, Budapest, 1963, 721 p
- Győry János: A francia irodalom története a középkorban, Tankönyvkiadó Vállalat, Budapest, 1988, 169 p
- Győry János: A francia irodalom története. XVI. század, Tankönyvkiadó Vállalat, Budapest, 1991, 194 p
- Maár Judit (szerk.): A francia irodalom története, ELTE Eötvös Kiadó, Budapest, 2011, ISBN 9789633120446, 944 p

Belgiumi vallon (francia nyelvű) irodalom
- nincs magyar nyelvű összefoglaló

Román irodalom
- Pálffy Endre: A román irodalom története, Gondolat Kiadó, Budapest, 1961, 454 p

#### Kelta irodalmak
- nincs magyar nyelvű összefoglaló a kelta népek (skótok, walesiek, írek, bretonok) irodalmáról

#### Germán irodalmak
Angol irodalom

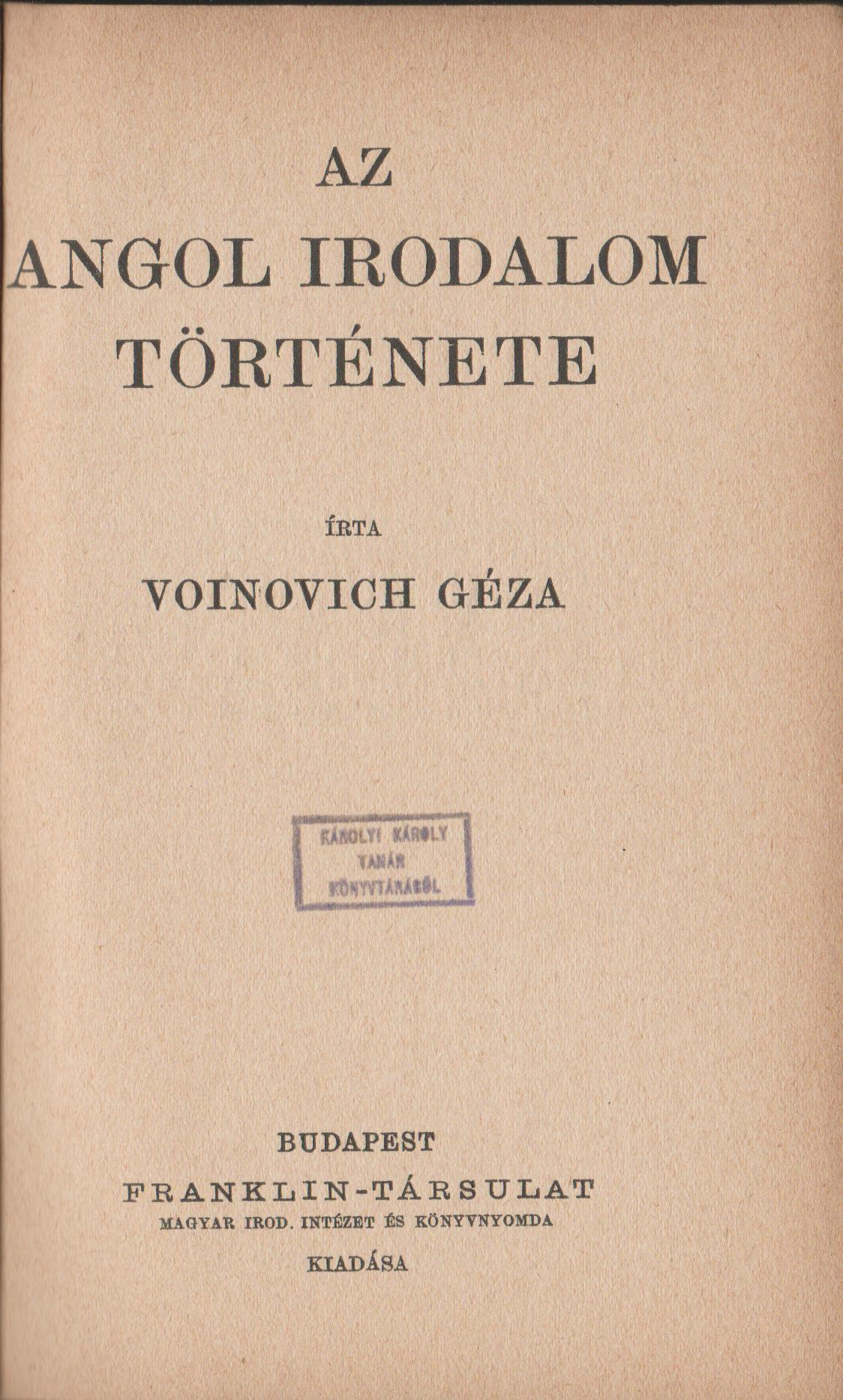
Voinovich Géza: Az angol irodalom története

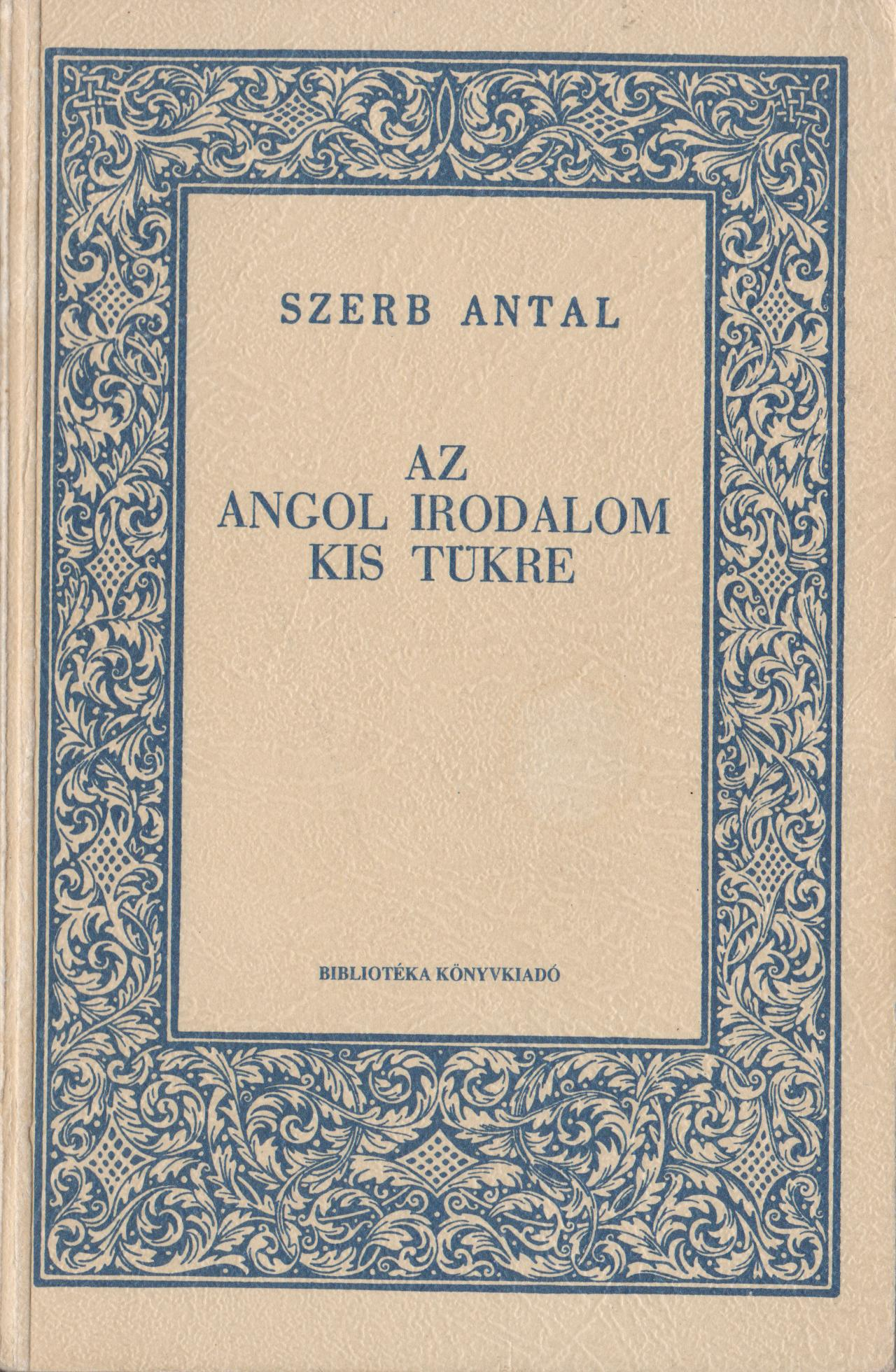
Szerb Antal: Az angol irodalom kis tükre (reprint kiadás)

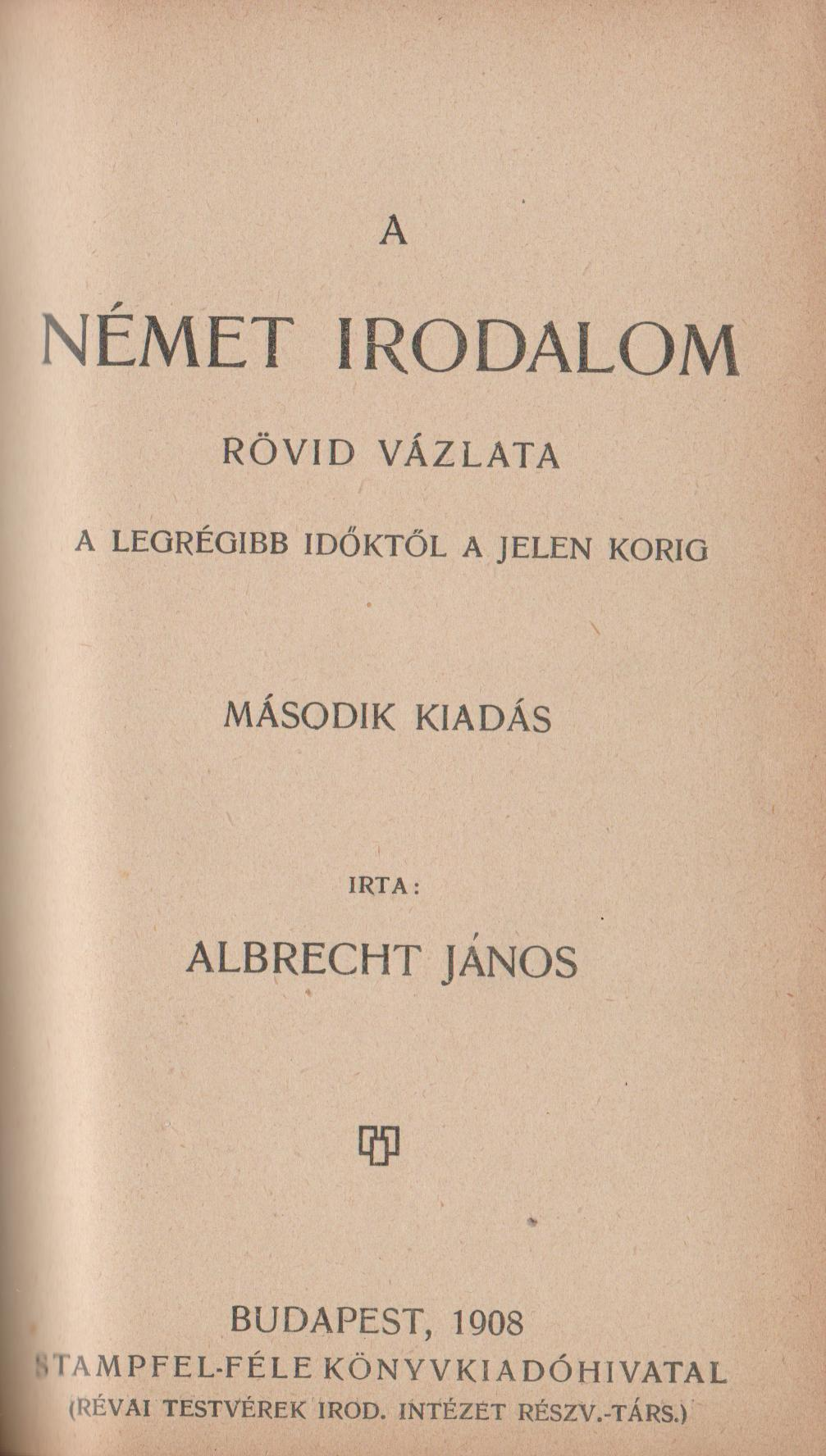
Albrecht János: A német irodalom rövid vázlata – A legrégibb időktől a jelen korig

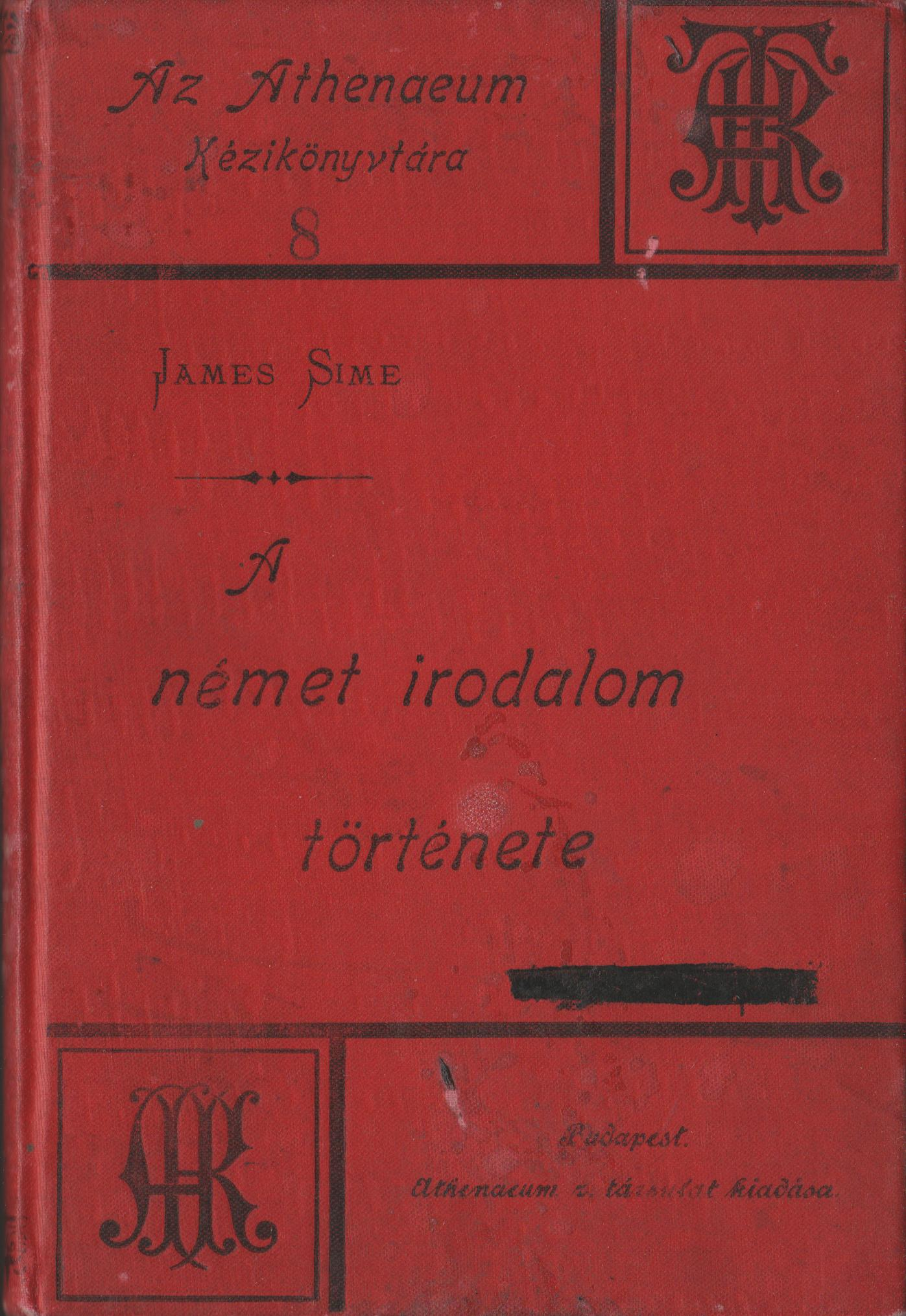
James Sime: A német irodalom története

- Taine Hippolit Adolf: Az angol irodalom története I–V. (ford. Csiky Gergely), Magyar Tudományos Akadémia Könyvkiadóhivatala, Budapest, 1881–1885 (elektronikus elérés: http://real-eod.mtak.hu/3039/ Archiválva 2021. február 23-i dátummal a Wayback Machine-ben)
- Voinovich Géza: Az angol irodalom története, Franklin-Társulat Magyar Irod. Intézet és Könyvnyomda, Budapest, é. n. [1926], 244 p
- Szerb Antal: Az angol irodalom kis tükre, Magyar Szemle Társaság, Budapest, 1929, 78 p (reprint kiadás: Bibliotéka Könyvkiadó, Budapest, 1990, ISBN 963-779-502-2)
- Bíró Lajos Pál: A modern angol irodalom története 1890–1941, Hungária, Budapest, 1942, 286 p
- Szenczi Miklós – Szobotka Tibor – Katona Anna: Az angol irodalom története, Gondolat Könyvkiadó, Budapest, 1972, 699 p

Német irodalom
- Riedl Szende: A német irodalom és nyelv kézikönyve, Franklin-Társulat, Budapest, 1870, 468 p
- Heinrich Gusztáv: A német irodalom története I–II., Magyar Tudományos Akadémia, Leipzig, 1886–1889 (elektronikus elérés: http://real-eod.mtak.hu/3171/)
- James Sime: A német irodalom története, Athenaeum Irodalmi és Nyomdai R. T., Budapest, 1900, 88 p
- Albrecht János: A német irodalom rövid vázlata – A legrégibb időktől a jelen korig, Stampfel-féle Könyvkiadóhivatal, Budapest, 1908, 79 p
- Motz Aladár: A német irodalom története, Szent István Társulat, Budapest, 1925, 290 p
- Pukánszky Béla: A német irodalom kis tükre, Magyar Szemle Társaság, Budapest, 1930, 79 p
- Bitter Illés: Német irodalomtörténet, Szent István-Társulat, Budapest, 1931, 119 p
- Lukács György: Az újabb német irodalom rövid története, Athenaeum, Budapest, 1946, 152 p
- Halász Előd: A német irodalom története I–II., Gondolat Kiadó, Budapest, 1971, 466 + 627 p
- Némedi Lajos: A német irodalom története a 16., 17. és 18. században (kézirat – egységes jegyzet), Tankönyvkiadó, Budapest, 1972, 281 p
- Győrffy Miklós: A német irodalom rövid története, Corvina Kiadó, 1995, 236 p
- Pukánszky Béla: A magyarországi német irodalom története – a legrégibb időktől 1848-ig, Attraktor, 2002, 527 p

Holland irodalom
- Nagy Zsigmond: A németalföldi irodalom története (Különlenyomat az Egyetemes Irodalomtörténet III. kötetéből, az 1907-es budapesti kiadás reprint változata), Uitgeverij Forum, Amsterdam, 1987, 52 p
- (egy korszak áttekintése: Holland irodalom a 19. században, ELTE Germanisztikai Intézet, Budapest, 1995, 292 p)
- (egy korszak áttekintése: Gera Judit: Németalföldi irodalom a középkorban, ELTE, Germanisztikai Intézet,1984)
- (egy korszak áttekintése: Jaap Goedegebuure – Anne Marie Musschoot: Kortárs holland és flamand prózaírók Fordította:Gera Judit. ISBN 9075862326 A flamand-holland Stichting Ons Erfdeel vzw Alapítvány kiadása. Online elérés).

Belgiumi flamand (holland nyelvű) irodalom
- nincs magyar nyelvű összefoglaló

Svéd irodalom
- nincs magyar nyelvű összefoglaló

Dán irodalom
- nincs magyar nyelvű összefoglaló

Norvég irodalom
- nincs magyar nyelvű összefoglaló

#### Szláv irodalmak
Orosz irodalom

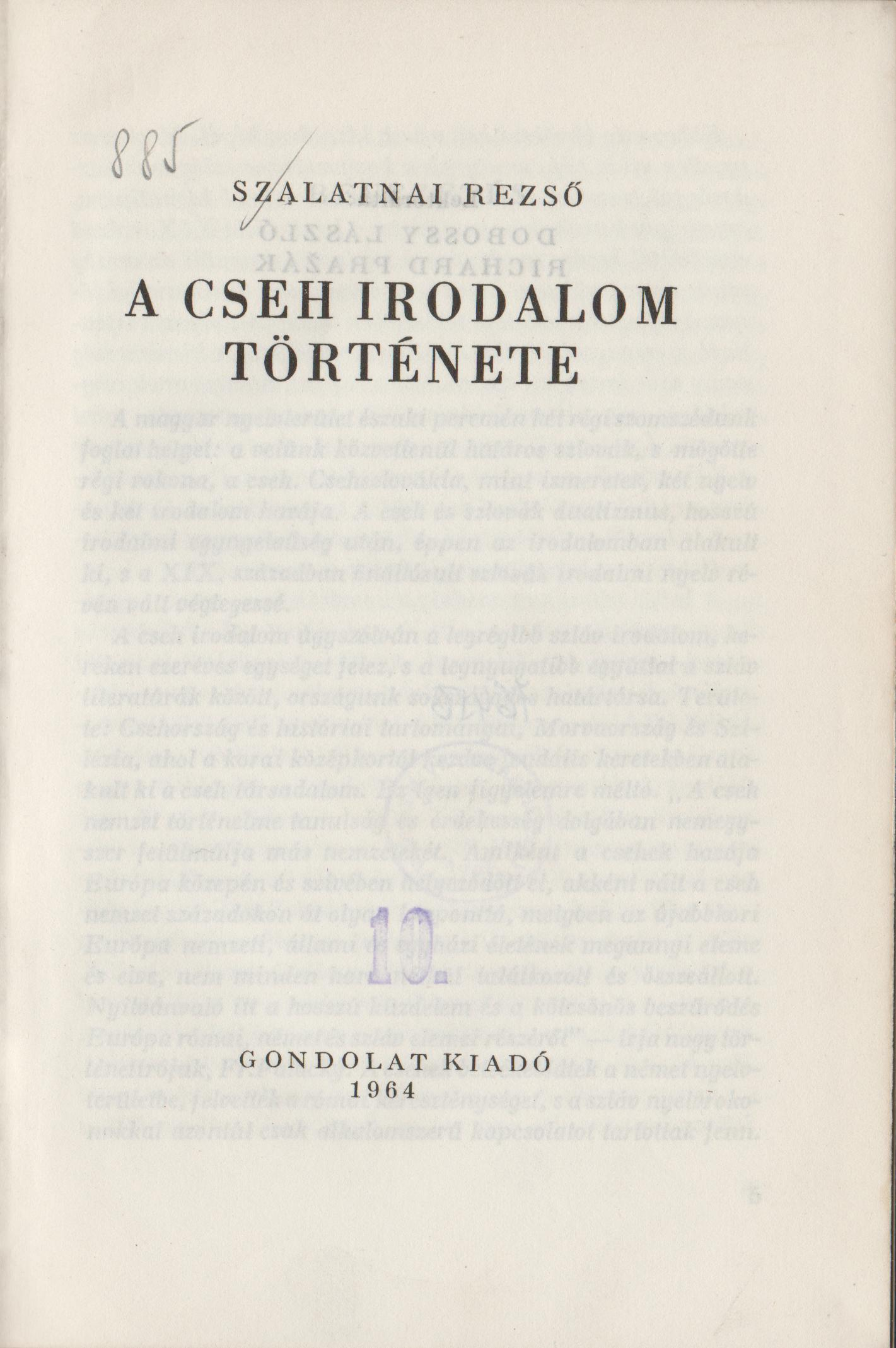
Szalatnay Rezső: A cseh irodalom története

- Podhradszky Lajos: Bevezetés az orosz irodalom XVIII. századbeli történetébe. Ivánszky Elek bizománya, Besztercebánya, 1896, 84 p
- Podhradszky Lajos: Bevezetés az orosz irodalom X–XVII. századbeli történetébe. Ivánszky Elek bizománya, Besztercebánya, 1898
- Bonkáló Sándor: Az orosz irodalom története I–II., Athenaeum Irodalmi és Nyomdai R.-T., Budapest, é. n. [1920-as évek], 413 p
- Szémán István: Az újabb orosz irodalom – A régibb irodalom történetének vázlatával, Szent István Társulat, Budapest, 1926, 211 p
- (szerk.) N. L. Brodszkij: Az orosz irodalom története – Puskin halálától Gorkij fellépéséig, Közoktatásügyi Kiadóvállalat, Budapest, 1951
- (szerk.) Zöldhelyi Zsuzsa: Az orosz irodalom története a kezdetektől 1940-ig, Nemzeti Tankönyvkiadó, Budapest, 1997, ISBN 963-18-8392-2, 346 p
- (szerk.) Hetényi Zsuzsa: Az orosz irodalom története 1941-től napjainkig, Nemzeti Tankönyvkiadó, Budapest, 2002, ISBN 963-19-2420-3, 417 p
- H. Tóth Imre – Ferincz István: Az óorosz irodalom vázlata. XI-XVII. század; JATEPress, Szeged, 2006
- (egy korszak áttekintése: Zercsanyinov – D. Ja. Rajhin – V. I. Sztrazsev: Puskin halálától Gorkij fellépéséig [ford.: Mihók Béla], Közoktatásügyi Kiadóvállalat, Budapest, 1951, 566 p)

Ukrán irodalom
- Lebovics Viktória: Az ukrán irodalom története ELTE-BTK. Online

Cseh irodalom
- Domček István: A csehszlovák irodalom története – Bratislavai tanitói nostr. tanfolyamon tartott előadásai nyomán, "Academia" Könyvkiadó, Bratislava, é. n. [1920-as évek?], 126 p
- Szalatnai Rezső: A cseh irodalom története, Gondolat Kiadó, Budapest, 1964, 364 p
- Dobossy László: A cseh irodalom kistükre, Európa, Budapest, 1990, ISBN 9630749459 414 p
- Hankó B. L. – Heé Veronika: A cseh irodalom története – A kezdetektől napjainkig, Magyarországi Eszperantó Szövetség, Budapest, 2003, ISBN 9635714688, 968 p

Lengyel irodalom
- Nagysolymosi József: A lengyel irodalom, Szent István Társulat, Budapest, 1934, 120 p
- Kovács Endre: A lengyel irodalom története, Gondolat Kiadó, Budapest, 1960, 526 p
- Czesław Miłosz: A lengyel irodalom története I–II. (Vita Sarmatica sorozat), Attraktor, 2011, ISBN 9789639857735, 592 p

Szlovák irodalom
- Sziklay László: A szlovák irodalom története, Akadémiai Kiadó, Budapest, 1962, 885 p
- Szalatnai Rezső: A szlovák irodalom története, Gondolat Kiadó, Budapest, 1964, 257 p
- Kis-Szemán Róbert: A szlovák irodalom története ELTE-BTK. Online

Szlovén irodalom
- Csuka Zoltán: A jugoszláv népek irodalmának története. Gondolat Kiadó, Budapest, 1963, 556 p
- Lukács István – Mladen Pavičić: A szlovén irodalom története. ELTE-BTK. Online.

Ószláv irodalom
- nincs magyar nyelvű összefoglaló

Bolgár irodalom
- Juhász Péter – Sipos István: A bolgár irodalom története, Gondolat Kiadó, Budapest, 1966, 418 p

Horvát irodalom
- Csuka Zoltán: A jugoszláv népek irodalmának története. Gondolat Kiadó, Budapest, 1963 , 556 p
- Lőkös István: A horvát irodalom története, Nemzeti Tankönyvkiadó Rt., Gyula, 1996, ISBN 963-18-6815-X, 351 p

Szerb irodalom
- Csuka Zoltán: A jugoszláv népek irodalmának története. Gondolat Kiadó, Budapest, 1963 , 556 p
- Milosevits Péter: A szerb irodalom története, Nemzeti Tankönyvkiadó, Budapest, 1998, ISBN 9631884538, 540 p
- (egy korszak feldolgozása: Stepanović Predrág: A régi szerb irodalom története (Opera Slavica Budapestinensia – Litterae Slavicae sorozat), ELTE BTK Szláv Filológiai Tanszéke, Budapest, 2005, ISBN 963-463-822-8, 198 p)

#### Egyéb európai irodalmak
- Bán Aladár: A finn nemzeti irodalom története, Szent István Társulat, Budapest, 1926, 160 p

### Egyéb népek irodalomtörténetei

#### Közel-keleti irodalmak

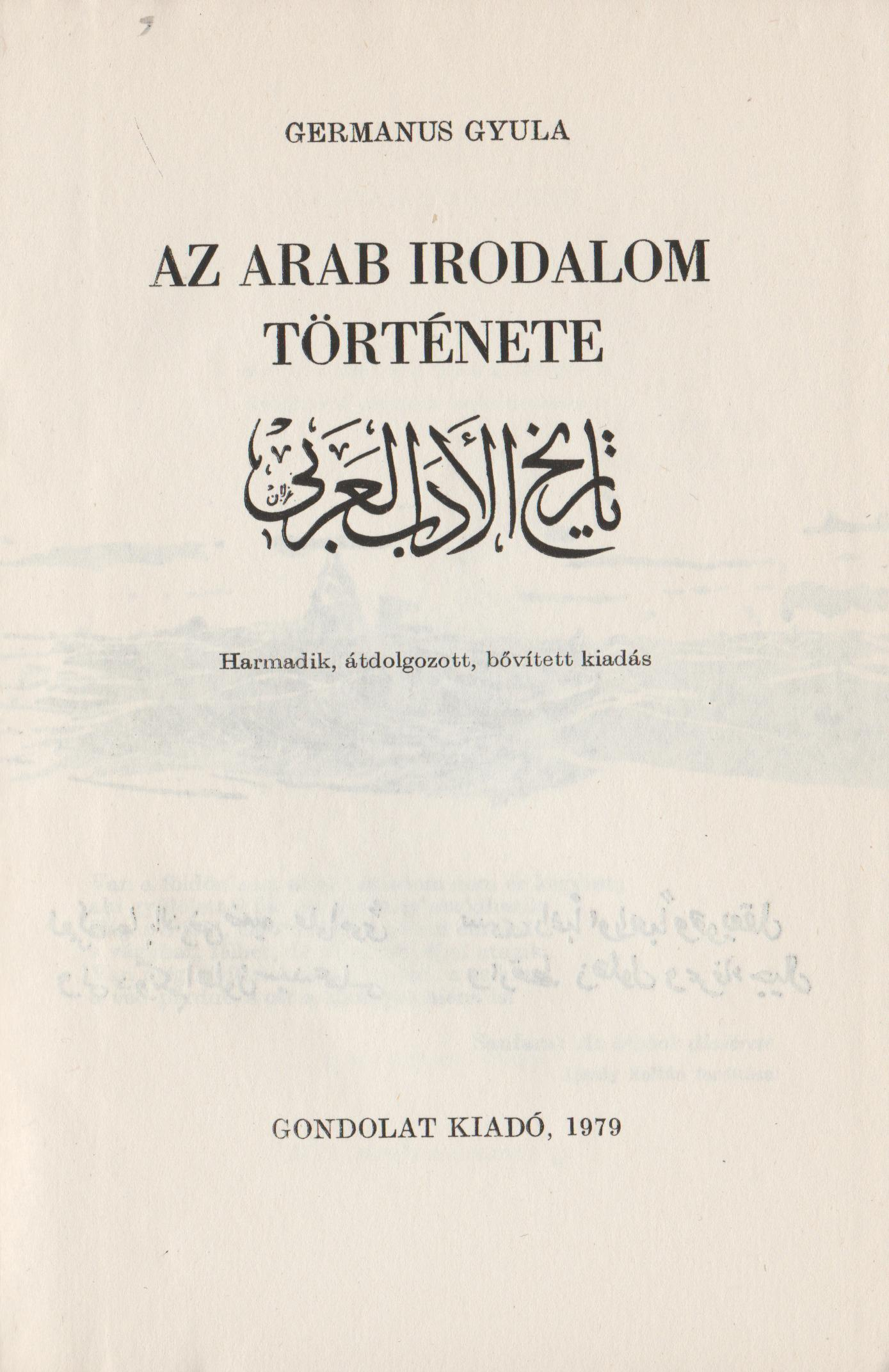
Germanus Gyula: Az arab irodalom története

- Goldziher Ignác: Az arab irodalom rövid története. Budapest, Kőrösi Csoma Társaság, 2005. ISBN 963-8378-21-2
- Germanus Gyula: Az arab irodalom története, Gondolat Kiadó, Budapest, 1979, ISBN 9632807723, 471 p
- Kecskeméti Ármin: A zsidó irodalom története I–II. Budapest: Izraelita Magyar Irodalmi Társulat. 1908–1909.   → reprint kiadás: Kecskeméti Ármin: A zsidó irodalom története I–II. Budapest: Bethlen Gábor Könyvkiadó. 1994.  ISBN 963-7426-20-5
- Jószéf Klausner: A modern héber irodalom története – 1782-től napjainkig, Magyar Zsidók Pro Palesztina Szövetsége, Budapest, é. n. [1943], 189 p
- Günter Stemberger: A zsidó irodalom története, Osiris Kiadó, Budapest, 2001, ISBN 963-389-096-9

#### Távol-keleti irodalmak
- Juhász Vilmos: Japán és khinai irodalom. Külön lenyomat az Irodalmi Lexikonból, Győző Andor Kiadása, Budapest, 1927
- Tőkei Ferenc – Miklós Pál: A kínai irodalom rövid története, Gondolat Kiadó, Budapest, 1960, 292 p
- Vihar Judit: A japán irodalom rövid története, Nemzeti Tankönyvkiadó, Budapest, 1994, ISBN 963-18-5915-0, 111 p
- Osváth Gábor: A Koreai irodalom rövid története, ELTE Eötvös Kiadó, Budapest, 2016, ISBN 9789633122600, 264 p

#### Indiai irodalom
- Sennovitz Gyula: India klasszikus irodalma, Győr, 1897
- Schmidt József: Bevezetés India szent irodalmába, Fapadoskönyv Kiadó, 2010, ISBN 9789633290590, 108 p

#### Egyéb ázsiai irodalmak
- Thúry József: A közép-ázsiai török irodalom, Magyar Tudományos Akadémia, Budapest, 1904, 77 p

#### Afrikai irodalmak
- Keszthelyi Tibor: Az afrikai irodalom kialakulása és fejlődése napjainkig, Akadémiai Kiadó, Bp., 1971

#### Amerikai irodalmak
- Reményi József: Amerikai írók, Franklin Irodalmi és Nyomdai Rt., Budapest, 1938 (Kultúra és Tudomány)
- (szerk.) Sükösd Mihály – Kardos László: Az amerikai irodalom a huszadik században, Gondolat Kiadó, Budapest, 1962, 517 p
- Országh László: Az amerikai irodalom története,[2] Gondolat Kiadó, Budapest, 1967, 433 p
- Kretzoi Miklósné: Az amerikai irodalom kezdetei (1607-1750), Akadémiai Kiadó, Budapest, 1976, ISBN 963-05-0708-0, 405 p
- Trócsányi Miklós: Angol-amerikai irodalom, Tankönyvkiadó Vállalat, Budapest, 1990, 343 p (Egységes jegyzet / Kézirat)
- Chris Hovell – Nick Pronger: Bevezetés az angol és amerikai irodalomba, Könyvesház Kereskedelmi és Könyvkiadó Kft., Budapest, 1993, ISBN 963-225-043-5, 144 p
- Richard Ruland – Malcolm Bradbury: Az amerikai irodalom története. A puritanizmusról a posztmodernizmusig, Corvina, Budapest, 1997, ISBN 963-13-4285-9, 412 p
- Bollobás Enikő: Az amerikai irodalom rövid története, Osiris Kiadó, Budapest, 2015, ISBN 9789632762623, 612 p
- Scholz László: A spanyol-amerikai irodalom rövid története, Gondolat-Infonia, 2005, ISBN 9639567973, 312 p

## Egyes irodalmi ágak irodalomtörténete
- Rézbányay József: Az egyházi szónoklat egyetemes története I–III., Pécs, 1904–1908
- Maár Judit: A fantasztikus irodalom, Osiris Kiadó, Budapest, 2001, ISBN 963-389-147-7 (Osiris zsebkönyvtár)